# Maíra Vieira
Maíra Vieira (n. 13 octombrie 1988, Belo Horizonte) este un fotomodel brazilian. A câștigat în anul 2008 concursul de frumusețe organizat de emisiunea TV „Brazil's Next Top Model”.